# JR Kjúšú

JR Kjúšú provozuje vlaky na území označeném červenou barvou.

Kjúšúská železniční společnost (japonsky 九州旅客鉄道株式会社, Kjúšú rjokaku tecudó kabušiki gaiša, anglicky Kyushu Railway Company) je hlavním železničním dopravcem na ostrově Kjúšú v Japonsku. Její kratší a známější jméno je JR Kjúšú (JR九州, v angličtině JR Kyushu).
Nejvýznamnějším nádražím této společnosti je nádraží Hakata ve Fukuoce. Společnost provozuje také Kjúšú šinkansen.

## Tratě

### Šinkansen
- Kjúšú šinkansen

### Hlavní tratě

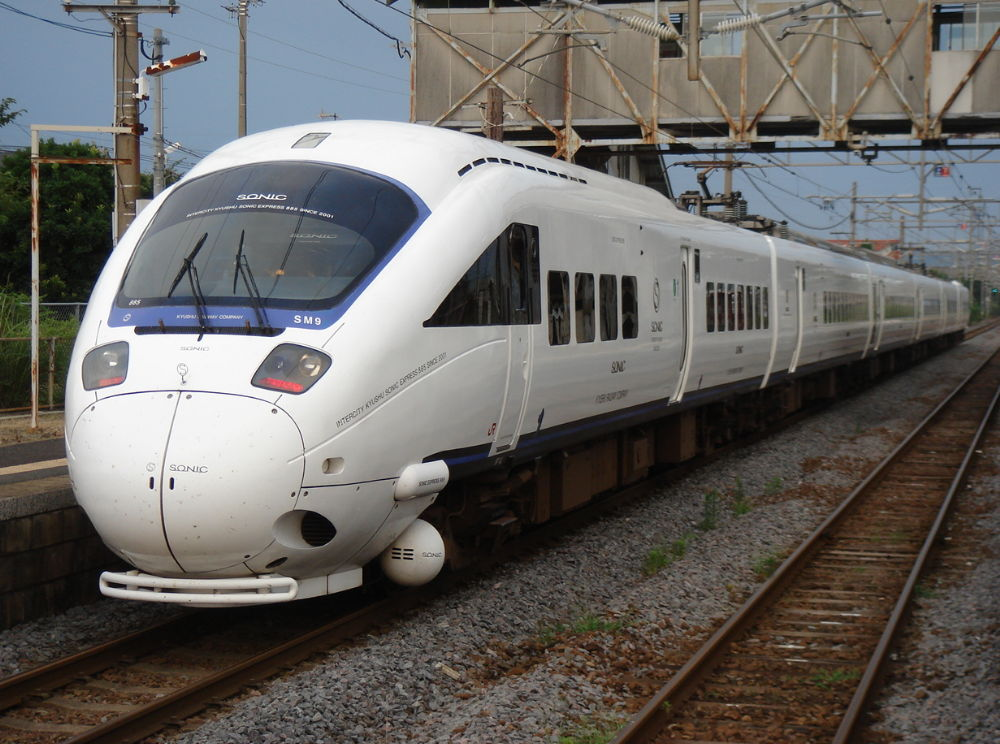
Elektrická jednotka 885 (Bílý Sonic)

- Hlavní trať Čikuhó – její součástí jsou tratě Haruda, Fukuhoku jutaka a Wakamacu
- Hlavní trať Hóhi – též známa jako trať Aso kógen
- Hlavní trať Kagošima
- Hlavní trať Kjúdai – též známa jako trať Jufu kógen
- Hlavní trať Nagasaki
- Hlavní trať Nippó

### Regionální tratě
- Trať Čikuhi
- Trať Fukuhoku jutaka
- Trať Gotódži
- Trať Hisacu
- Trať Hitahikosan
- Trať Ibusuki–Makurazaki
- Trať Kašii
- Trať Karacu
- Trať Kitto
- Trať Misumi
- Trať Mijazaki-kúkó
- Trať Ničinan
- Trať Ómura
- Trať Sasaguri
- Trať Sasebo

## Dceřiné společnosti
- JR Kjúšú Bus